# قهرمانی شطرنج جهان ۲۰۲۱
قهرمانی شطرنج جهان ۲۰۲۱ یک مسابقه شطرنج بین مگنوس کارلسن قهرمان جهان و رقیبش یان نپومنیاشی برای تعیین قهرمانی شطرنج جهان بود. این مسابقه تحت نظارت فیده و در ادامه اکسپو ۲۰۲۰ در مرکز نمایشگاهی در شهر دبی در امارات متحده عربی، از ۲۴ نوامبر تا ۱۰ دسامبر ۲۰۲۱ برگزار شد. این مسابقه که در ابتدا برای نیمه دوم سال ۲۰۲۰ برنامه‌ریزی شده بود، به دلیل دنیاگیری کووید-۱۹ تا سال ۲۰۲۱ به تعویق افتاد.
در پایان کارلسن با کسب ۴ برد و ۷ تساوی توانست عنوان قهرمانی جهان خود را حفظ کند. با این نتیجه، وی توانست رکورد دومین پیروزی مقتدرانه در شطرنج قهرمانی جهان را پس از میخائیل بتوینیک کسب کند. همچنین کارلسن با برد در بازی ششم، رکورد طولانی‌ترین بازی در مسابقات قهرمانی شطرنج جهان را با ثبت زمان نزدیک به ۸ ساعت ثبت کرد. کارلسن با کسب دو برد با مهره سیاه و دو برد با مهره سفید، توانست در سه راند مانده به پایان رسمی مسابقه، قهرمانی خود را مسجل کند.

## مسابقات کاندیداها
یان نپومنیاشی با قهرمانی در مسابقات کاندیداتوری شطرنج در یکاترینبورگ، روسیه، توانست جواز حضور در مسابقه قهرمانی شطرنج‌ جهان را کسب کند. این مسابقات که در ابتدا برای ۱۵ مارس تا ۵ آوریل ۲۰۲۰ برنامه‌ریزی شده بود، در نیمه راه در ۲۶ مارس ۲۰۲۰ به دلیل همه‌گیری کووید-۱۹ متوقف شد. و ادامه مسابقات کاندیداتوری بین ۱۹ و ۲۷ آوریل ۲۰۲۱ در یکاترینبورگ برگزار شد.
رقابتهای انتخابی برای حضور در مسابقات کاندیداها به صورت زیر بود:
| روش احراز صلاحیت                                                          | بازیکن                                         | سن          | ریتینگ      | رتبه جهانی  |
| روش احراز صلاحیت                                                          | بازیکن                                         | (مارس ۲۰۲۰) | (مارس ۲۰۲۰) | (مارس ۲۰۲۰) |
| ------------------------------------------------------------------------- | ---------------------------------------------- | ----------- | ----------- | ----------- |
| نایب قهرمان قهرمانی جهان ۲۰۱۸                                             | فابیانو کاروانا                                | ۲۷          | ۲۸۴۲        | ۲           |
| دو نفر برتر جام جهانی شطرنج ۲۰۱۹                                          | تیمور رجبوف (برنده) انصراف داد                 | ۳۳          | ۲۷۶۵        | ۹           |
| دو نفر برتر جام جهانی شطرنج ۲۰۱۹                                          | دینگ لیرن (نایب قهرمان)                        | ۲۷          | ۲۸۰۵        | ۳           |
| برترین در مسابقات بزرگ فیده سوئیس ۲۰۱۹                                    | وانگ‌ها او (برنده)                              | ۳۰          | ۲۷۶۲        | ۱۲          |
| دو نفر برتر مسابقات جایزه بزرگ فیده ۲۰۱۹                                  | الکساندر گریشچوک (برنده)                       | ۳۶          | ۲۷۷۷        | ۴           |
| دو نفر برتر مسابقات جایزه بزرگ فیده ۲۰۱۹                                  | یان نپومنیاشی (نایب قهرمان)                    | ۲۹          | ۲۷۷۴        | ۵           |
| بالاترین میانگین امتیاز                                                   | آنیش گیری                                      | ۲۵          | ۲۷۶۳        | ۱۱          |
| بالاترین میانگین امتیاز                                                   | ماکسیم وشیه-لگراو (جایگزینی برای رجبوف)        | ۲۹          | ۲۷۶۷        | ۸           |
| کارت وایلد انتخاب شده توسط برگزارکننده، مشروط به معیارهای واجد شرایط بودن | کریل الکسینکو (بالاترین رده‌بندی در گرند سوئیس) | ۲۲          | ۲۶۹۸        | ۳۹          |

## نتایج
|                     | ریتینگ | بازی‌های مسابقه | بازی‌های مسابقه | بازی‌های مسابقه | بازی‌های مسابقه | بازی‌های مسابقه | بازی‌های مسابقه | بازی‌های مسابقه | بازی‌های مسابقه | بازی‌های مسابقه | بازی‌های مسابقه | بازی‌های مسابقه | بازی‌های مسابقه | بازی‌های مسابقه | بازی‌های مسابقه | امتیاز |
| ۱                   | ریتینگ | ۲              | ۳              | ۴              | ۵              | ۶              | ۷              | ۸              | ۹              | ۱۰             | ۱۱             | ۱۲             | ۱۳             | ۱۴             |                | امتیاز |
| ------------------- | ------ | -------------- | -------------- | -------------- | -------------- | -------------- | -------------- | -------------- | -------------- | -------------- | -------------- | -------------- | -------------- | -------------- | -------------- | ------ |
| یان نپومنیاشی (CFR) | ۲۷۸۲   | ½              | ½              | ½              | ½              | ½              | ۰              | ½              | ۰              | ۰              | ½              | ۰              | لازم نشد       | لازم نشد       | لازم نشد       | ۳½     |
| ماگنوس کارلسن (NOR) | ۲۸۵۶   | ½              | ½              | ½              | ½              | ½              | ۱              | ½              | ۱              | ۱              | ½              | ۱              | لازم نشد       | لازم نشد       | لازم نشد       | ۷½     |